# 118 Peita
118 Peita (mednarodno ime 118 Peitho, starogrško starogrško Πειθώ: Peitó) je  asteroid tipa S v glavnem asteroidnem pasu.

## Odkritje
Asteroid je 15. marca 1872 odkril Karl Theodor Robert Luther (1822 – 1900).. Poimenovan je verjetno po eni izmed dveh Peit iz grške mitologije.

## Lastnosti
Asteroid Peita obkroži Sonce v 3,80 letih. Njegova tirnica ima izsrednost 0,164, nagnjena pa je za 7,743° proti ekliptiki. Njegov premer je 41,7 km, okoli svoje osi se zavrti v 7,78 urah.

## Okultacije
Doslej so opazovali dve okultaciji z zvezdo, v letu 2000 in 2003.